# Csillagrombolók
A csillagromboló a Star Wars univerzumában egy hajótípus. Ezek a város méretű hadihajók a Galaktikus Köztársaság különböző korszakaiban, ill. a Galaktikus Birodalom korának a legrendszeresebb hadihajói voltak: más űrhajók vagy bolygófelszíni célpontok elleni támadó ill. védelmi csapásmérő eszközként, blokádállításra, csapatszállítóként, vadászgépeket és felszíni járműveket szállító anyahajókként is funkcionáltak.
A Galaxis történelme során számos csillagromboló típust is szolgálatba állítottak, az elsőket a Galaktikus Köztársaság a klónháborúk idején. A Galaktikus Birodalom és az Első Rend is használt több ezer csillagrombolót.

## Victory osztályú csillagromboló
Walex Blissex tervezte csillagromboló. A hajó a Rendili StarDrive üzemeiben készült. Három feladata tervezték: szövetséges bolygók védelme, ellenséges bolygók támadása, hajó-hajó elleni harc. Két altípusa volt.

### Victory I osztályú csillagromboló
Egy Victory I osztályú csillagromboló 900 méter hosszú, ennek ellenére kiválóan képes volt légköri manőverek elvégzésére is. Fegyverzete igen erős: 10 db turbó lézer, 40 db iker turbó lézer, 80 db rakétavető, illetve 10 db vonósugár-generátor. Védelmét a parancsnoki hídon elhelyezett két pajzsgenerátor adja, amit a későbbi osztályokon is alkalmaztak.
A csillagromboló optimális legénysége 4798 fő (minimális legénysége 1785) és 402 tüzér, valamint 2040 katona, amihez hozzájön még a 8100 tonna rakomány és a több jármű, mint az AT-AT és két század vadászgép. A hajó legnagyobb hátránya az LF-9 ionhajtóműve, ami nem volt képes akkora gyorsulást elérni, hogy az újabb hajókat üldözőbe vegye.

### Victory II osztályú csillagromboló
A Victory II osztályú csillagrombolót a Victory I osztályú csillagrombolóból fejlesztették ki, kijavítva a hibáit.
Bár kinézetre hasonlít a Victory I osztályú csillagrombolóhoz, ezt a hajót mélyűri csatákra tervezték. A Victory II-be már jóval erősebb hajtóművet tettek, mint elődjébe, így képes volt gyors hajók követésére is, ugyanakkor nem tudta megtartani a légköri manőverezőképességét, képtelen volt belépni a légtérbe. Gyorsabb sebesség és légköri mozgásképtelenségén kívül szembetűnő változtatás, hogy turbolézerágyúit összevonták duplacsövűvé, így több ágyút voltak képesek szállítani. A hídon lévő turbolézer lövegtorony nem sokat változott a korábbihoz képest. A torpedóvető csöveket pedig lecseréltek ionágyúkra.

## Venator osztályú csillagromboló
A Venator-osztályú csillagromboló, ismertebb nevén Köztársasági Csatahajó/Jedi Cirkáló a Klón Háborúk alatt vált ismertté. A Galaktikus Köztársaság, majd kis ideig a Galaktikus Birodalom is használta. A hajó legénysége 7400 fő.
Egy Venator-osztályú csillagromboló 35 osztagot, azaz 420 db vadászgépet, és közel száz egyéb járművet képes szállítani. A hajó fegyverzetét 8 db DBY-827 típusú kettős nehézturbólézer-lövegtorony, 2 közepes kettős turbólézerágyú, 52 védelmi lézerágyú, 4 torpedócső és 6 vonósugár-generátor alkotta.
Vadászgép hordozó szerepe miatt egy kettős híd magasodik a hajó fölé. Ez kiválóan megosztotta a hajót irányító és a vadászgépvezérlőket, hogy ne zavarhassák egymást. A bal oldali torony a vadászgépeket, míg a jobb oldali a hajót irányította. A hidat úgy tervezték meg, hogy a külön rendszereket irányítók egy-egy "bemélyedésbe" kerültek. A tisztek egy sétányról figyelhették a történteket és adhatták ki a parancsokat.

## Birodalmi osztályú csillagromboló
A Köztársaság eltűnésével együtt Walex Blissex, a Victory-k mérnöke is eltűnt a színpadról, ami ahhoz vezetett, hogy erősen megcsappant a kreatív haditengerészeti mérnökgárda, Blissex pedig csak valamivel később, a Felkelők Szövetségének oldalán tűnt föl ismét. Lira Wessex, Denn Wessex Birodalmi területi kormányzó felesége, Blissex lánya volt az, aki apja jogán folytatta a munkát a Birodalmi Haditengerészet számára. Így született meg a Birodalmi-osztályú csillagromboló, ami már a tervezőasztalon költségvetési rémálomnak bizonyult. Majdnem kétszer akkora, mint egy Victory-osztályú csillagromboló, és csak a haditengerészet határozott nyomására hagyták jóvá a gyártását. A gyártást a Birodalom legnagyobb űrhajószállítója, a Kuat Drive Yards vállalta. Már a kezdeti fázisban nyilvánvalóvá váltak az új romboló képességei. Előzetes számítások állították, a későbbi tapasztalatok pedig igazolták, hogy a Birodalmi-osztályú csillagromboló tűzereje képes egy lakott bolygót letarolni, [forrás?] az űrben pedig felveszi a küzdelmet kisebb hajókból álló flottával is.
Birodalmi-osztályú csillagrombolón legalább 37 000 tiszt és legénység szolgált. Ezekhez jött még a egy hadosztály birodalmi rohamosztagos (9700 ember) ami összesen 46 700 fő. A hajó 6 osztag (72 db) TIE vadászt, 20 AT-AT, és 30 AT-ST lépegetőt is képes szállítani.
A Birodalmi osztályú csillagrombolók birodalmi hadigépezet legfélelmetesebb eszközei közé tartoztak. Nem csoda, hogy Palpatine császár félelmet tudott kelteni a galaxis polgárainak szívében, amikor több mint 25 000 ilyen rettenetes hadihajó állt a rendelkezésére.
A Birodalmi-osztályú csillagrombolók csatában a fegyverzetükre és a páncélzatukra támaszkodhatnak és nem a manőverező képességükre vagy a sebességükre. Ezek a hajók inkább mozgó harcállomások, mint gyors támadásra alkalmas hajók. Ennek ellenére a Birodalmi-osztályú hajókat nagyon nehéz megsemmisíteni, ezzel általában csak túlerőben lévő vagy nagyon jól képzett legénységgel rendelkező lázadó parancsnokok próbálkoznak. A csillagromboló egyik gyenge pontja a hajóhíd tetején elhelyezett pajzsgenerátorok. Ha sikerült áttörni a pajzsot, a Lázadó vadászgépek át tudnak hatolni az elhárítótűzön, torpedókkal meg tudják semmisíteni a pajzsgenerátorokat, ezután a hajó már csak a törzs páncélzatával tud ellenállni a támadásoknak, és ha teheti, visszavonul.
Két altípusa volt.

### Birodalmi I osztályú csillagromboló

Birodalmi II. osztályú csillagromboló

A hajó fegyverzete 6 nehézturbólézer torony, 2 ionágyútorony, 60 turbólézer üteg, 60 ionágyú, 10 torpedóvetőcső és 10 vonósugár.

### Birodalmi II osztályú csillagromboló
A Birodalmi II osztályú csillagromboló nem sokkal az a yavini csata után jelent meg, mint a szabvány Birodalmi I osztályú csillagromboló felújított változata. Megerősítették a páncélzatot és a pajzsokat, a fegyverzetet megerősítették: 50 nehéz turbólézer üteg, 50 turbólézer ágyú, 20 ionágyú és 10 vonósugár, az ionágyúk nagy részét turbólézer ütegekre cserélték le, és inkább a hajó elülső részén helyezték el, ezzel üldözés közben bénítva meg az ellenséget.

## Interdictor osztályú csillagromboló
Az Interdictor csillagromboló egy könnyűcirkáló, amit a Kuat Drive Yards gyártott a birodalomnak. Csak 800 méter hosszú, úgymond könnyűcirkálónak is szokták nevezni. Valójában ennek a csillagrombolónak négy graviton aknája van, amiben graviton projektor van. Ezek arra szolgának, hogy graviton mezővel húzzák ki hajót a hiperűrből, mivel vonónyalábbal nem lehet hajót kihúzni a hiperűrből, mivel nem lehet bemérni , de ezzel a mezővel könnyen ki tudtak húzni egy hajót a hiperűrből, ezzel megakadályozva a hajók elmenekülését.
Az Interdictor osztályú csillagromboló a Star Wars: Lázadók animációs sorozatban jelenik meg.

## Executor osztályú csillagromboló
A Szuper csillagromboló hatalmas csatahajóosztály volt, amelyet a Birodalmi Flotta használt parancsnoki hajóként. Megjelenésükkor a legnagyobb hajók voltak a Galaxisban és később is csak az Eclipse-osztály hajói mérhetők hozzá, és csak olyan szuperfegyverek előzték meg, mint a Halálcsillag. Az Executorok fenntartása óriási összegekbe került.
Az Executor-osztályú romboló hossza 19 000 méter és 100-szor masszívabb a Birodalmi-osztályú csillagrombolónál. 28 073 tiszt, lövész és közkatona alkotta a legénységet.
A Szuper csillagromboló fegyverzetét 4000 turbólézerágyú, 500 ionágyú, 40 vonósugárgenerátor és 500 védelmi lézerágyú alkotta. 12 osztag (144 db) vadászt, 38 000 gyalogost képes szállítani.

## Sovereign osztályú csillagromboló
A korábban tervezett hajóosztályok képviselői ugyan egytől egyig példátlan elrettentő erővel bírtak, az óriási méretükből adódó tehetetlenségük miatt egyes szituációkban nehézkesnek bizonyultak. Szükségessé vált egy fürgébb, gyors manőverezésre kifejlesztett, de a rombolóktól megszokott fegyverzettel ellátott osztály kifejlesztése. A kivitelezéssel a StarDrive egyik leányvállalatát, a Nord Shoirt bízták meg. A tervezés során egy sor forradalmian új technikai vívmányt építettek be ezekbe a hajókba. A legfontosabbak között találjuk a graviton-rekombinációs hajtóműveket, amik hétszeres hatásfokot biztosítottak a korábbi technológiához képest. A fegyverzet is alapos modernizáláson esett át: a nehézkes lézer-lövegtornyokat 12 darab, sokkal gyorsabb és pontosabb, PLL5-ös, automata vezérlésű plazma-tükrös dómra cserélték, amik elől a leggyorsabb támadó-vadászgépek sem képesek elszökni, már jóval a látótávolságon kívülről könnyű célpontokká váltak a Sovereign hajók számára. A kis és közepes teljesítményű lézerfegyverek ellen a hajó szinte teljesen immunis, amit megint csak egy új rendszerrel, a Frozeonnal értek el. Ennek működési elve dióhéjban: a külső páncélhéjazat mögött egy szivacsos szerkezetű titán réteg található, amelybe az elektronika találat esetén pár milliszekundum alatt folyékony nitrogént pumpál, így nem tud átolvadni a belső, érzékenyebb nyomászáró réteg.
De a legfőbb újítások mégis az informatikai rendszerben rejlenek. A működtetéshez szükséges személyzet csupán 300 fő, ami a nagyfokú automatizálásnak köszönhető. A rendszer szükség esetén képes akár teljesen automatikusan végrehajtani komplex manővereket, legyen az támadás, terület-védelem vagy elfogás, sőt hálózaton keresztül rajba szerveződhet több azonos osztályú hajó.
A romboló 240 m hosszú, és a már említett 12 plazma-tükrös dóm mellett fel van szerelve 18 multifokális ion-ágyúval, 6 vonósugár-generátorral, 24 Gemini lézerrel, és 4 protontorpedó üteggel. A raktér aránylag kisebb, ennek megfelelően csupán négy AT-ST lépegető, 18 tie fighter és 170 fő gyalogság fér el benne. A mechanikai páncélzata nem különösebben erős, de ezt ellensúlyozza a minden eddiginél komolyabb erőtér pajzsgenerátora és a Frozeon System. Az osztályt alkalmassá tették a légköri manőverezésre, sőt, a szárazföld mellett vízfelszínre is képes leszállni.
Mivel ezeknek a hajóknak az előállítása a különleges technológiák miatt rendkívül költséges és lassú (egy Sovereign osztályú hajó költségeiből 6 Victory osztályú telik ki), összesen 394 darab készült belőle, de mivel ezt az osztályt nem is "hétköznapi" feladatokra, sokkal inkább speciális küldetésekre tervezték, ez a mennyiség nem olyan kicsi.

## Eclipse osztályú csillagromboló
Az Eclipse osztályú szuper csillagromboló volt a legutolsó hajóosztály, melyet Palpatine császár parancsára fejlesztettek ki. Ez a hajóosztály csak két megépült hajóval büszkélkedhet, jóllehet mind a kettő (Eclipse I.; Eclipse II.) a Császár személyes zászlóshajója volt. Mivel mindkét hajó elpusztult és a tervek helye ismeretlen, újabb példányok sosem épültek. Az osztály specialitása a hajóorrban található szuper lézer, amely hasonlóan a Halálcsillag szuper lézeréhez egyetlen lövéssel bármilyen űrhajót el tud pusztítani. Ezt a szuper lézert bolygók ellen soha nem vetették be, így azt csak találgatni lehet, hogy ereje elérte-e a Halálcsillag bolygópusztító erejét. Az osztály méreteit egyes források 10 mérföldnek, más források 10-szeres csillagromboló hossznak adják meg. Fegyverzete felülmúlja még a szuperlézer nélkül is az összes korábbi csillagromboló osztályét. Mindkét hajó a klóntestekben új életre kelt Palpatine hadjáratában esett el. Az első az Új Köztársaság ez időben használt ideiglenes központja felett, mikor a Palpatine által támasztott űrbéli Erővihar kicsúszott az Uralkodó irányítása alól, a másik pedig szabotázs miatt a Byss felett kilépve a hipertérből belerohant a Galaxis Ágyúba és a bekövetkező katasztrófa mind a hajót, mind a szuperfegyvert, mind a bolygót elpusztította. A valaha épített legnagyobb hajótípus az Eclipse osztályú csillagromboló. A hajót a Császár személyesen rendelte meg a Birodalom legfőbb hajószállítójától, a Kuat Drive Yards-tól, valamivel a Hoth-i csata után. A tervezésnél a Szuper osztályú rombolót vették alaptípusként figyelembe, ezt fejlesztették tovább, a cél az volt, hogy a hajó még erősebb, még masszívabb legyen. A hajót a Császár parancsnoki hajójának szánták, de a Császár időközben meghalt az Endori csatában. Egy ekkora projektet pedig már nem lehetett lefújni, az építés folytatódott tovább és hat évvel később az Eclipse kihajózhatott a szárazdokkból, ahol éveket töltött el. Kevés ekkora projekt futott át a Birodalom emberöltőin, talán csak a Halálcsillagot lehet hozzá hasonlítani.
A hajó hossza 17 500 méter, ami az Executor hosszánál csak 1 500 méterrel rövidebb, legfőbb fegyvere az axiális szuperlézere, mellyel a Halálcsillaghoz hasonlóan bolygókat is képes porrá őrölni. De az osztály nem véletlenül kapta az Eclipse (elhalványulás) elnevezést sem, külső páncéllemezeit feketére festették, így az elnyelte maga körül a fényt és így a hajó ijesztő látványt nyújtott, később ugyanezt az eljárást alkalmazták a Night Hammer szuper csillagrombolónál is. Fegyverzete felért egy egész flottáéval, 550 turbólézer üteg, 500 lézerágyú, 75 ionágyú, 110 vonósugár és persze az axiális szuperlézer, mely a hajó elején helyezkedik el. Legénysége meghaladja a 713 000 főt, így a Halálcsillag után a legnépesebb harceszköz. Vadászgép támogatás tekintetében 50 Tie Interceptor osztag, 8 Scimitar nehézbombázó osztag és 25 Tie Bomber kötelék elsöprő légifölényt biztosít számára bármely hagyományos űrcsatában. Az Eclipse szárazföldi csapatokat is szállít, 5 előre elkészített helyőrséget szállít, melyet 100 Ptsz lépegető kísér az esetleges csatákban. De mivel ez a Császár parancsnoki hajója, így itt állomásozott az újjáélesztett Császári Testőr Légió is és még egy speciális egység, a CompForce osztag.
Az Eclipse I lett a feltámasztott Palpatine zászlóshajója. A hajót eleve arra készítették, hogy elrémítse az ellenségeit és ez sikerült is neki, viszont az Eclipse I nem volt túl hosszú életű. A feltámasztott Palpatine Luke Skywalkert meg akarta ölni egy Erőviharral, de az ahelyett a hajót semmisítette meg. Az Eclipse II végzete a Galaxiságyú lett.

## Resurgent osztályú csillagromboló
Amikor a birodalom végső vereséget szenvedett a Jakkunál a birodalom maroknyi szektorra csökkent. A maradéka az Ismeretlen Régióba menekült, ahol sok évvel később megalakult az Első Rend. Mivel teljesen lecsökkent a birodalom területei új hajógyárakra és új nyersanyag kitermelő helyeket kellett keresniük. Titokban megalakult a Kuat-Entrallla Mérnöki vállalat, ami titokban gyártott csillagrombolókat az Első Rendnek. A Mérnöki Vállalat hajógyárakat létesített az Ismeretlen Régióban, ahol az Első Rend hadereje folyamatosan erősödött. Itt született meg az Első Rend új csillagrombolója a Resurgent osztályú csillagromboló. A Resurgent osztályú csillagromboló sokkal nagyobb volt mint a birodalom valamennyi csillagrombolója. Kb. 2 000 méter hosszú. Fegyverzete is sokkal erősebb. A lézerágyúk erejét kristályok erősítik fel, hogy nagyobb ereje legyen mind bármelyik birodalmi rombolóknak volt. Rakétakilövő ütegekkel is rendelkezett és több ionágyúval is. A parancsnoki híd pedig alacsonyabban helyezkedik el, mint a birodalmi csillagrombolóknál. Valójában két parancsnoki híd volt, azért hogy ha az egyik megsemmisül, akkor a másik híddal tudják vezetni a hajót. És sokkal erősebb pajzsgenerátorral rendelkezett és ugyanúgy a parancsnoki híd tetején helyezkedik el, mint a birodalmi rombolóknál.

## Mandator IV osztályú ostrom csatahajó
A Mandator IV osztályú csillagromboló a Kuat-Entralla Mérnöki Vállalat gyártotta titokban az Első Rendnek. Ez a csillagromboló nagyobb volt, mint a Resurgent osztályú rombolók. Több mint 7700 méter hosszú, ami valójában majdnem 8 kilométer hosszú. Lézer és ionágyúkkal van felszerelve, ami képes egész hajókat elpusztítani. Az ellenállók gyakran nevezték "gyilkos fegyvernek". Ennek az az oka, hogy az alján két automata lézerágyú, ami bolygók felszíni bombázásra használják, ami képes egy egész bolygót leigázni. A lézerágyúkat bevetették YU34-ban amikor az ellenállók menekültek a D'quar bolygóról miután, hogy az Első Rend katonái megtalálták őket. A parancsnoki hídja, mint minden csillagrombolóknál a hátsó részén helyezkedett el. Ezen a részén helyezkedett a két ionágyú üteg is. A parancsnoki hídja sokkal alacsonyabban helyezkedett el mint a Resurgeneknél. A hajó rendelkezett 6 vonósugár generátorokkal is.

## Mega osztályú csillagromboló
A Mega osztályú csillagromboló a galaxis egyik legnagyobb űrhajója. Valójában az első Mega csillagromboló Snoke zászlóshajója a Supremacy, amit a Kuat-Entralla Mérnöki Vállalat gyártotta. A zászlóshajója sokáig az Ismeretlen Régiókban tartózkodott, addig ameddig az Első Rend fel nem fedte magát az egész galaxisnak. Ezután elhagyta a régiót és megtámadta az Ellenállást. Ez a Mega osztályú csillagromboló 60 kilométer fesztávú, ami sokkal nagyobb mint egy birodalmi csillagromboló hossza. Sokkal nagyobb az Executornál és az Eclipse-nél is és bármely más hajónál. Sokkal több fegyverzettel és hangárral büszkélkedhetett mint bármelyik más Első Rendi hajó. Több lézer és ionágyú rendelkezett és sok rakétakilövővel, mint bármelyik más hajó. A hangárai is sokkal nagyobbak, amik katonák millióját képes befogadni, és több TIE vadászt is tud befogadni mint más csillagrombolók. A parancsnoki hídja a többi csillagrombolóknál középen helyezkedett, ami hasonlít a többi romboló hídjaihoz. A csillagrombolóban helyezkedik el Snoke trónterme is, ahol földönkívüli navigátorokat tartogat. Itt tartogat egy teleszkópot is amit a navigátorok működtetnek az agyhullámaik segítségével. Képes akár több száz szárazföldi egységet is szállítani. Hogy az Ellenállók el tudjanak menekülni, Amilyn Holdo a Raddus nevű cirkálóval fénysebességgel neki ment a Supremacynak, aminek következtében a hajó ketté szakadt, de így is katonák százai megmenekültek.

## Leghíresebb csillagrombolók
- Chimera: parancsnok: Thrawn Főadmirális & Pellaeon parancsnok, később a Birodalmi Maradvány főparancsnokaként Pellaeon admirális
- Obliterator: parancsnok: Trazzen kapitány
- Tyrannic: parancsnok: Nalgol kapitány
- Relentless: parancsnok: Dorja kapitány
- Ironhand: parancsnok: Argona kapitány
- Avenger: parancsnok: Needa kapitány
- Executor: parancsnok: Tagge kezdte meg az építését és birtokolta először, majd névlegesen Ozzel admirális, majd szintén névlegesen Piett admirális. A hajó ugyanis Darth Vaderé. (A hajó majdnem ugyanakkora, mint a Vengeance, csak 2000 méterrel rövidebb.)
- Eclipse I-II.: parancsnok: Palpatine Császár (a névleges parancsnok kiléte ismeretlen)
- Vengeance: parancsnok: Jerec, a sötét jedi (A Jedi Knight: Dark Force-ban találkozhatunk vele. (A hajó 19 000 m hosszú és 150 m magas.)
- Doomgiver: parancsnok: Galak Fyyar admirális. A hajó Lord Desann sötét jedié volt. (A hajó 1600 m hosszú, magassága ismeretlen.)
- Finalizer: parancsnok: Hux tábornok
- Fulmintarix: parancsnok: Moden Canady
- Supremacy: parancsnok: Hux tábornok
- Devastator: parancsnok: Darth Vader